# هيم

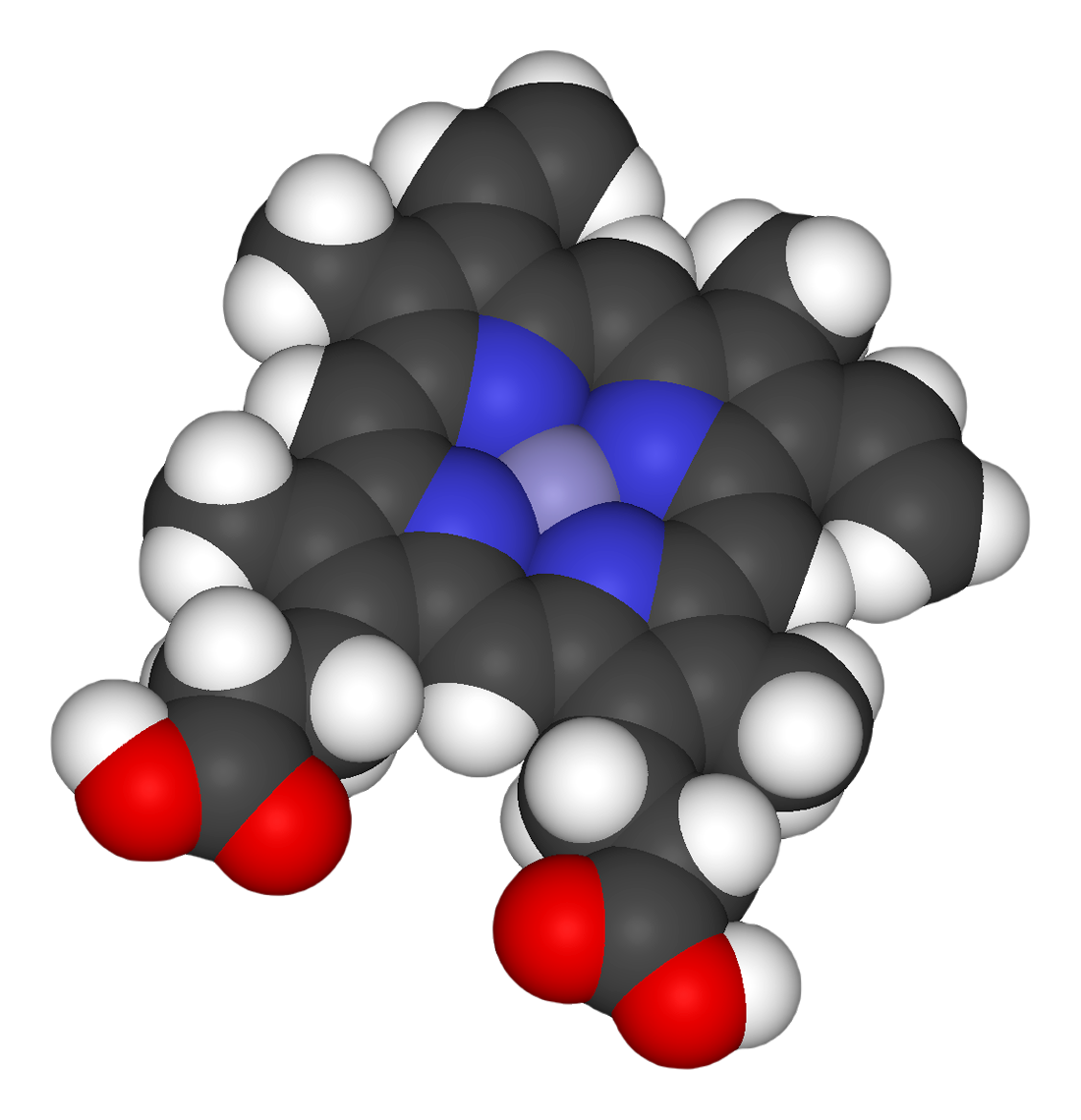
مجسم للهيم ب (Heme B)

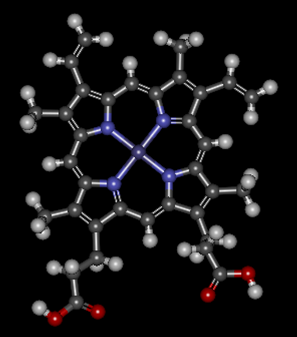
نموذج الكرة والعصا للهيم B

الهيم (Heme) هو جزيء مبدئي لتكوين الهيموجلوبين  ، وهو ضروري لربط الأكسجين في مجرى الدم. يعطي اللون الأحمر لخضاب الدم وذلك لاحتوائه على ذرة الحديد. يتم تصنيع الهيم حيوياً في كل من نخاع العظام والكبد.
من بين الميتالوبورفيرينات التي تنشرها البروتينات المعدنية كمجموعات اصطناعية ، يعتبر الهيم واحدًا من أكثر أنواع البروتينات استخدامًا  ويحدد عائلة البروتينات المعروفة بالبروتينات الدموية. يتم التعرف على الهيم بشكل شائع كمكونات للهيموجلوبين ، فهو الصبغة الحمراء في الدم ، ولكنها توجد أيضًا في عدد من البروتينات الدموية الأخرى المهمة بيولوجيًا مثل ميوغلوبين ، السيتوكرومات  ، الكاتالاز ، هيم بيروكسيداز  ، وتخليق أكسيد النيتريك البطاني.

## أنواعه
للهيم عدة أنواع منها:
- هيم أ (Heme A) وصيغته الكيميائية C49H56O6N4Fe
- هيم ب (Heme B) وصيغته الكيميائية C34H32O4N4Fe
- هيم ت (Heme C) وصيغته الكيميائية C34H36O4N4S2Fe
- وغيرها

## وظيفته
وظيفة هذا الجزيء تقوم على احتوائه الحديد كمصدر أو مصب للإلكترونات عند انتقال الإلكترون خلال تفاعلات أكسدة واختزال. استخدامه لنقل الإلكترونات في الجهاز التنفسي، والحد من أنواع الأكسجين التفاعلية أو النقل في الدم (الهيموجلوبين) أو تخزينها في العضلات (الميوجلوبين). لأن في الخلايا فإن الموقع الرئيسي للأكسدة هي الميتوكوندريا ، التي تحتوي على العديد من الإنزيمات.
بشكل عام ، ترتبط الغازات ثنائية الذرة مثل الأكسجين فقط بالهيم المختزل ، مثل الحديدوز (II) بينما تدور معظم البيروكسيدازات بين الحديد (III) والحديد (IV) والبروتينات الهيمبروتينات المشاركة في الأكسدة والاختزال في الميتوكوندريا ، واختزال الأكسدة ، والدورة بين Fe (II) و الحديد (III).
يعتقد أن الوظيفة التطورية الأصلية للبروتينات الدموية كانت نقل الإلكترون في مسارات التمثيل الضوئي البدائية القائمة على الكبريت في الكائنات الحية الشبيهة بالبكتيريا الزرقاء قبل ظهور الأكسجين الجزيئي.

## تركيب الهيم
يتركب الهيم من ارتباط الحديد مع مادة البروتوبورفين، وعندما تتكسر كرات الدم الحمراء فإن الهيموجلوبين يتحلل إلى هيم وجلوبين. الهيم يتحلل أيضا إلى حديد وبروتوبورفرين. البروتوبورفرين يتحول إلى مادة صفراء أما الحديد والجلوبين فيظلا في الجسم ليُعاد استخدامهما مرة أخرى في تكوين كرات دم حمراء جديدة. مادة الهيموجلوبين هي التي تعطي للخلية اللون الأحمر. كلما زادت مادة الهيموجلوبين كلما أصبحت الخلية أكثر احمراراً.
المجموعات الضميمة: الفلزات كالكالسيوم- النحاس - الحديد - المغنسيوم - المنغنيز - النيكل- الزنك.

## اقرأ أيضا
- هيموجلوبين
- هيم بيروكسيداز